# Eugen Kühnemann
Eugen Kühnemann (ur. 28 lipca 1868 w Hanowerze, zm. 12 maja 1946 w Karpnikach) – niemiecki pisarz, filozof i nauczyciel akademicki. Pierwszy rektor pruskiej Akademii Królewskiej w Poznaniu.

## Życiorys
Jego ojcem był Eugen Kühnemann (1833–1904), tajny radca pochodzący z Raciborza, a matką Ida Stahr (1834–1913).
W latach 1886–1887 studiował filozofię, filozofię klasyczną oraz germanistykę w Marburgu, a potem (1887-1889) naukę kontynuował w Monachium. Doktoryzował się z filozofii 25 lipca 1889 w Monachium u Michaela Bernaysa (praca o twórczości Friedricha Schillera i kompozycji Wallensteina). Potem odbył jeszcze studia w Getyndze i Berlinie (1889-1890). W tym drugim mieście, w 1894, podjął nieudaną próbę habilitacji. Udało mu się to w 1895 na Uniwersytecie w Marburgu, u Hermanna Cohena (z estetyki Immanuela Kanta i Friedricha Schillera). W 1901 został profesorem nadzwyczajnym filozofii nowożytnej na tej uczelni.
9 kwietnia 1903 przeniósł się do Bonn. W tym samym roku został pierwszym rektorem pruskiej Akademii Królewskiej w Poznaniu, którym pozostawał do 1906 (na to stanowisko polecał go kierownik wydziału uniwersyteckiego w pruskim Ministerstwie Oświaty, Friedrich Althoff). Jego pobyt w Poznaniu miał wyraźne cele germanizacyjne. Tematami, którym poświęcał się w Poznaniu była twórczość Kanta, Herdera, Schillera i Goethego, w szczególności zaś jego Faust. Schillerowi zadedykował w czasie pobytu w Poznaniu książkę, która ukazała się czternaście dni przed setną rocznicą śmierci poety, 9 maja 1905.
W 1905 przebywał z wykładami w Stanach Zjednoczonych. W 1908 otrzymał doktorat honoris causa Uniwersytetu Harvardzkiego, a w 1912 Uniwersytetu Wisconsin-Madison. Od 1906 do 1935 (emerytura) był profesorem zwyczajnym na Uniwersytecie Wrocławskim. Upadek Niemiec po I wojnie światowej sprawił, że pokładał wielkie nadzieje w narodowym socjalizmie, a zwłaszcza w osobie Adolfa Hitlera, którego podczas wykładów w USA nazywał niemieckim Waszyngtonem. W 1941 wygłosił uroczysty wykład na reaktywowanym przez Niemców Reichsuniversität Posen w Poznaniu. 
W 1945 przeniósł się do Karpników, gdzie wkrótce zmarł. Przed śmiercią pozostawał w kontakcie z zamieszkałym w pobliskiej Szklarskiej Porębie, Gerhartem Hauptmannem, któremu również pozwolono pozostać w Polsce.
Otrzymał nagrodę Uniwersytetu Berlińskiego za pracę o filozofii historii Herdera.

## Rodzina
W 1895 ożenił się z Klarą Pfeiffer (1869-1935, córką profesora Wilhelma Pfeiffera), a w 1935 z drugą żoną, Elisabeth Reinbot (1899-1945, córką Alfreda Reinbotha, urzędnika kolejowego Deutsche Reichsbahn).

## Dzieła
- Turgenjew und Tolstoj (1893),
- Grundlehren der Philosophie. Studien über Vorsokratiker, Sokrates und Platon (1899),
- Über die Grundlagen der Lehre des Spinoza (1902),
- Vom Weltreich des deutschen Geistes. Reden und Aufsätze (1914, 1927),
- Deutschland und Amerika (1917),
- Gerhart Hauptmann. Aus dem Leben des deutschen Geistes in der Gegenwart. Fünf Reden (1922),
- Kant, 2 tomy (1923-24),
- Goethe, 2 tomy (1930)
- George Washington. Werden und Wachsen des Amerikagedankens (1932),
- Mit unbefangener Stirn. Mein Lebensbuch (Erinnerungen) (1937)[2].